# Louisiana (film 1919)
Louisiana è un film muto del 1919 diretto da Robert G. Vignola.

## Trama
Lem Rogers, che nasconde sotto un aspetto burbero e rude un carattere gentile, vive tra i monti Blue Ridge nella Carolina del Nord insieme alla figlia Louisiana (chiamata così in onore dello stato di provenienza della madre morta). Louisiana ha i modi di una ragazza allevata poveramente e in maniera rustica e, quando diventa grande e comincia ad avere degli ammiratori un po' troppo invadenti come Cass Floyd, il padre crede sia il caso di mandarla via, a imparare le buone maniere e a conoscere il mondo. La soluzione viene trovata in Olivia Ferol, una signora di New York che ha una tenuta nella valle. Olivia prende sotto la sua ala protettrice Louisiana, iniziando a sgrezzare la ragazza. Accorgendosi che la giovane si vergogna di come è vestita, le fa indossare i suoi abiti.
Quando al resort arriva Lawrence, il fratello di Olivia, stimato commediografo, la signora presenta per gioco Louisiana come una signorina di New Orleans. Lawrence e Louisiana si innamorano ma Cass, il pretendente respinto della ragazza, spara al suo rivale più fortunato che resta ferito. Di lui si prende cura Louisiana, che gli fa da infermiera. Un giorno, in montagna, l'automobile dei Ferol, con a bordo anche Louisiana, ha dei problemi e si ferma nelle vicinanze della casa di Lem. Louisiana, che non ha mai rivelato la sua vera identità al suo corteggiatore, continua a tacere sul fatto di essere una ragazza nata e vissuta tra quelle montagne. Ma, quando Lawrence si mette a scherzare sui locali e sul luogo, gli rivela la verità.
Lawrence, che dopo la rivelazione se n'era andato, ritorna a casa di Lem, dove ritrova anche Louisiana: il giovane newyorkese chiede scusa per il suo comportamento ma Cass, che lo ha visto arrivare, ancora una volta cerca di sparargli. Louisiana interviene, salvando Lawrence. I due innamorati allora si riconciliano definitivamente.

## Produzione
Il film fu prodotto dalla Famous Players-Lasky Corporation

## Distribuzione
Distribuito dalla Paramount Pictures e dalla Famous Players-Lasky Corporation, il film - presentato da Jesse L. Lasky - uscì nelle sale cinematografiche degli Stati Uniti il 20 luglio 1919.